# Mami Umeki
Mami Umeki –en japonés, 梅木 真美, Umeki Mami– (Oita, 6 de diciembre de 1994) es una deportista japonesa que compite en judo.
Ganó tres medallas en el Campeonato Mundial de Judo entre los años 2015 y 2021, y dos medallas de oro en el Campeonato Asiático de Judo, en los años 2015 y 2022.
En los Juegos Asiáticos de 2014 consiguió una medalla de bronce en la categoría de –78 kg.

## Palmarés internacional
| Campeonato Mundial  | Campeonato Mundial      | Campeonato Mundial | Campeonato Mundial |
| Año                 | Lugar                   | Medalla            | Categoría          |
| ------------------- | ----------------------- | ------------------ | ------------------ |
| 2015                | Astaná (Kazajistán)     | Medalla de oro     | –78 kg             |
| 2017                | Budapest (Hungría)      | Medalla de plata   | –78 kg             |
| 2021                | Budapest (Hungría)      | Medalla de bronce  | –78 kg             |
| Juegos Asiáticos    |                         |                    |                    |
| Año                 | Lugar                   | Medalla            | Categoría          |
| 2014                | Incheon (Corea del Sur) | Medalla de bronce  | –78 kg             |
| Campeonato Asiático |                         |                    |                    |
| Año                 | Lugar                   | Medalla            | Categoría          |
| 2015                | Kuwait (Kuwait)         | Medalla de oro     | –78 kg             |
| 2022                | Nursultán (Kazajistán)  | Medalla de oro     | –78 kg             |